# Zeilenkamera
Als Zeilenkamera bezeichnet man einen Kameratyp, der nur eine lichtempfindliche Zeile (Zeilensensor) aufweist – im Gegensatz zum zweidimensionalen Sensor, der über eine Vielzahl von Zeilen verfügt. Obwohl Zeilensensoren in etwa die gleichen Pixelgrößen aufweisen wie Flächensensoren, kann die Zeilenlänge viel größer sein. Anstelle der maximalen 1.000–4.000 Pixel Breite bei Flächensensoren kann eine Zeilenkamera 17.000 Pixel oder mehr aufweisen. Folglich liefert eine Zeilenkamera bei vorgegebenem Objektfeld eine bessere räumliche Auflösung. Darüber hinaus lässt sich eine Zeile wesentlich schneller als eine Fläche auslesen. Allerdings muss durch die meist wesentlich höheren Taktraten gegenüber einer Flächenkamera auch deutlich mehr Licht vorhanden sein.

## Zeilensensoren
Wie bei den Flächenkameras werden überwiegend Sensoren aus Silizium verwendet. Noch bis vor einigen Jahren wurden hauptsächlich CCD- und NMOS-Sensoren eingesetzt, die in letzter Zeit durch CMOS-Sensoren ergänzt bzw. teilweise ersetzt wurden.

### Spektrale Empfindlichkeit
Während sich der Empfindlichkeitsbereich der Sensoren auf Siliziumbasis (Si) vom UV-Bereich (ab etwa 200 nm) bis ins nahe Infrarot (bis 1000 nm) erstreckt, sind Sensoren aus Germanium (Ge) oder Indium-Gallium-Arsenid (InGaAs) im infraroten Wellenlängenbereich von 1 µm bis über 2 µm einsetzbar. 
Die UV-Sensoren werden mit einem Abdeckglas meist aus Quarz versehen, weil normales Glas für Strahlung mit einer Wellenlänge unter etwa 400 nm nicht mehr durchlässig ist.

### Pixel
Die Zahl und Form der Pixel hängt von den Anforderungen der Anwendung ab. Es gibt Kameras mit monochromen und Farbsensoren. Bei diesen Sensoren ist für jede Grundfarbe meist eine eigene Zeile mit dem entsprechenden Farbfilter vorhanden.

## Funktionsweise

Funktionsprinzip einer Farb-Zeilenkamera mit bewegtem Sensor

Die in den Zeilenkameras eingesetzten CCD-, CMOS-, NMOS- oder InGaAs-Sensoren unterscheiden sich zwar mitunter erheblich, es werden aber immer mindestens zwei Schritte ausgeführt, Belichten und Auslesen, die am Beispiel eines CCD-Sensors erläutert werden: 
Ein CCD-Zeilensensor besteht aus den lichtempfindlichen Pixeln und einem analogen Schieberegister (Charge-coupled Device), das dem Sensor seinen Namen gibt. Während der Belichtungszeit generieren die einfallenden Photonen in den Pixeln Elektronen, die am Ende der Belichtungszeit in das Schieberegister umgeladen werden. Dieses wird über ein am Sensor angelegtes Taktsignal ausgelesen. Während die Ladungen aus dem Schieberegister ausgelesen und in eine Spannung umgewandelt werden, werden in den Pixeln durch die Belichtung des Sensors neue Elektronen gesammelt. Die ausgelesenen Signale stammen damit nicht aus dem aktuellen Belichtungszyklus, sondern aus dem letzten.
Einfache CCD- und CMOS-Zeilensensoren benötigen nur noch zwei Eingänge: Einen Start-of-Scan-Eingang (SOS) und einen Clock-Eingang. Eine einfache Zeilenkamera kann daher mit wenigen Komponenten realisiert werden. Mit preisgünstigen Treiberbausteinen reduziert sich der Aufwand auf ein Minimum. 
Zeilenkameras enthalten neben den erforderlichen Taktsignalen mitunter einen Analog-Digital-Wandler, der das analoge Signal des Sensors digitalisiert. Die digitalen Daten werden mitunter in einem RAM zwischengespeichert, damit das Bild als Ganzes übertragen werden kann. Die Bildübertragung zum Rechner erfolgt dann meist über USB, Ethernet oder CameraLink.

## Einsatzgebiete

### Luftbildkameras
Flugzeuge und insbesondere Satelliten bewegen sich gleichmäßig mit bekannter Geschwindigkeit. Bildzeilen, die von einer Zeilenkamera nacheinander aufgenommen werden, lassen sich anschließend zu einem zweidimensionalen Bild zusammensetzen. Beispielsweise gewinnt die Mars-Express-Hochauflösungskamera ihre Bildinformationen zeilenweise. 
Das zeilenweise Abtasten eines Geländes wird im Englischen als Push-broom bezeichnet, in Anlehnung an einen Besen, der auf dem Boden entlangfegt wie ein Zeilenscanner entlang seines Schwads. Ein Whisk-broom rastert ein Bild punktweise ab. Die Kameras der MTG-Wettersatelliten arbeiten nach diesem Prinzip.

### Zerlegung des Lichts in seine Spektralfarben (Spektroskopie)
Bei genügend Licht können im sichtbaren Bereich von 400 bis 800 nm schon mit einfachen und preiswerten Zeilenkameras mit 14 µm × 200 µm großen Pixeln gute Ergebnisse erzielt werden. 
Um die Lichtmenge möglichst genau bestimmen zu können, muss die Anzahl der gesammelten Elektronen möglichst groß sein, weil das Rauschen durch die Quadratwurzel der Anzahl der Elektronen bestimmt wird. Preiswerte CCD-Sensoren können in den Pixeln etwa 100.000 Elektronen speichern, hochwertige CCD-Sensoren 600.000 Elektronen. NMOS-Sensoren kommen auf 50.000.000 Elektronen.
Die Wahl des Sensors hängt daher von den Anforderungen ab: Bei geringen Lichtmengen kommen CCD-Sensoren zum Einsatz, Präzisionsmessungen erfordern ein Minimum an Lichtintensität, um die Pixel der NMOS-Sensoren ausreichend mit Elektronen zu füllen.
Um bei langen Belichtungszeiten den Dunkelstrom gering zu halten, werden bei hochwertigen Zeilenkameras die Sensoren auf etwa −10 °C und manchmal auch weit darunter gekühlt. 
Zeilenkameras für die Spektroskopie benötigen kein Objektiv, weil die Abbildung über das Spektrometer erfolgt.

### Barcode, Fax und Scanner
Weit verbreitet sind Zeilenkameras in Barcode-Lesern, Faxgeräten und Scannern. Bei letztgenannten Geräten wird das zweidimensionale Bild aus einer Vielzahl von Einzelzeilen zusammengesetzt. Bei mittlerweile üblichen Zeilensensoren mit über 10.000 Pixeln lässt sich eine DIN-A4-Vorlage mit 10.000 × 14.000 Pixeln, also 140 Megapixeln auflösen. Die Pixel der Sensoren sind hier in den meisten Fällen rechteckig.
Zur optischen Abbildung wird aus Kostengründen meist eine preiswerte Plastiklinse verwendet.

### Industrielle Bildverarbeitung
Auch in der industriellen Bildverarbeitung werden immer mehr Zeilenkameras eingesetzt. Hier wird, ähnlich wie bei den früheren Faxgeräten, meistens nicht die Sensorzeile, sondern das Objekt bewegt. Damit der vertikale gleich dem horizontalen Abbildungsmaßstab ist, muss die Abtastrate der Zeilen (100 Hz bis 100 kHz) an die Geschwindigkeit der vorbeifahrenden Objekte angepasst werden.
Die meist hochwertigen Objektive müssen an die speziellen Aufgaben oft angepasst werden. Die Darstellung ist in der Bewegungsachse prinzipbedingt orthogonal. Um diese verzerrungsfreie Darstellung auch in der anderen Bildachse zu erhalten, werden – zumindest bei messtechnischen Anwendungen – telezentrische Objektive eingesetzt.
Bildverarbeitende Systeme, die auf Zeilenkameras basieren, werden sowohl für Qualitätssicherungsaufgaben wie auch Sortierverfahren eingesetzt. Durch die Möglichkeit, hohe Objektgeschwindigkeiten zu nutzen, lassen sich sehr hohe Durchsatzraten erzielen.
Außerdem werden Zeilenkameras oft für Objekte eingesetzt, die eine verzerrungsfreie Darstellung benötigen, bei denen sich aus Platz- oder Beleuchtungsgründen kein telezentrisches Objektiv einsetzen lassen (beispielsweise für große, längliche Objekte).
Dadurch, dass das Bild immer nur an der Sensorzeile ausgeleuchtet werden muss, lässt sich eine Beleuchtung viel gezielter einsetzen als bei einer Flächenkamera, bei der das komplette Objekt ausgeleuchtet sein muss. Man kann auch zwei Beleuchtungssituationen zugleich aufnehmen, indem man die Beleuchtungen bei jeder Zeile abwechselnd umschaltet und anschließend über eine Software wieder in zwei Bilder trennt.